# Wiggerspitze
Die Wiggerspitze (italienisch Cima Roccapiana) ist ein 1873 m s.l.m. hoher Berg in der südlichen Hälfte des Mendelkamms, der zur Nonsberggruppe in den Alpen gerechnet wird.

## Lage und Umgebung
Die Wiggerspitze ist die höchste Erhebung im südlichen Mendelkamm. Sie befindet sich knapp südlich der Südtiroler Landesgrenze im Trentino. Auf dem Gipfel treffen die Grenzen der Gemeinden Roveré della Luna und Mezzocorona im Etschtal sowie der Gemeinde Ton im Nonstal aufeinander.

## Anstiege

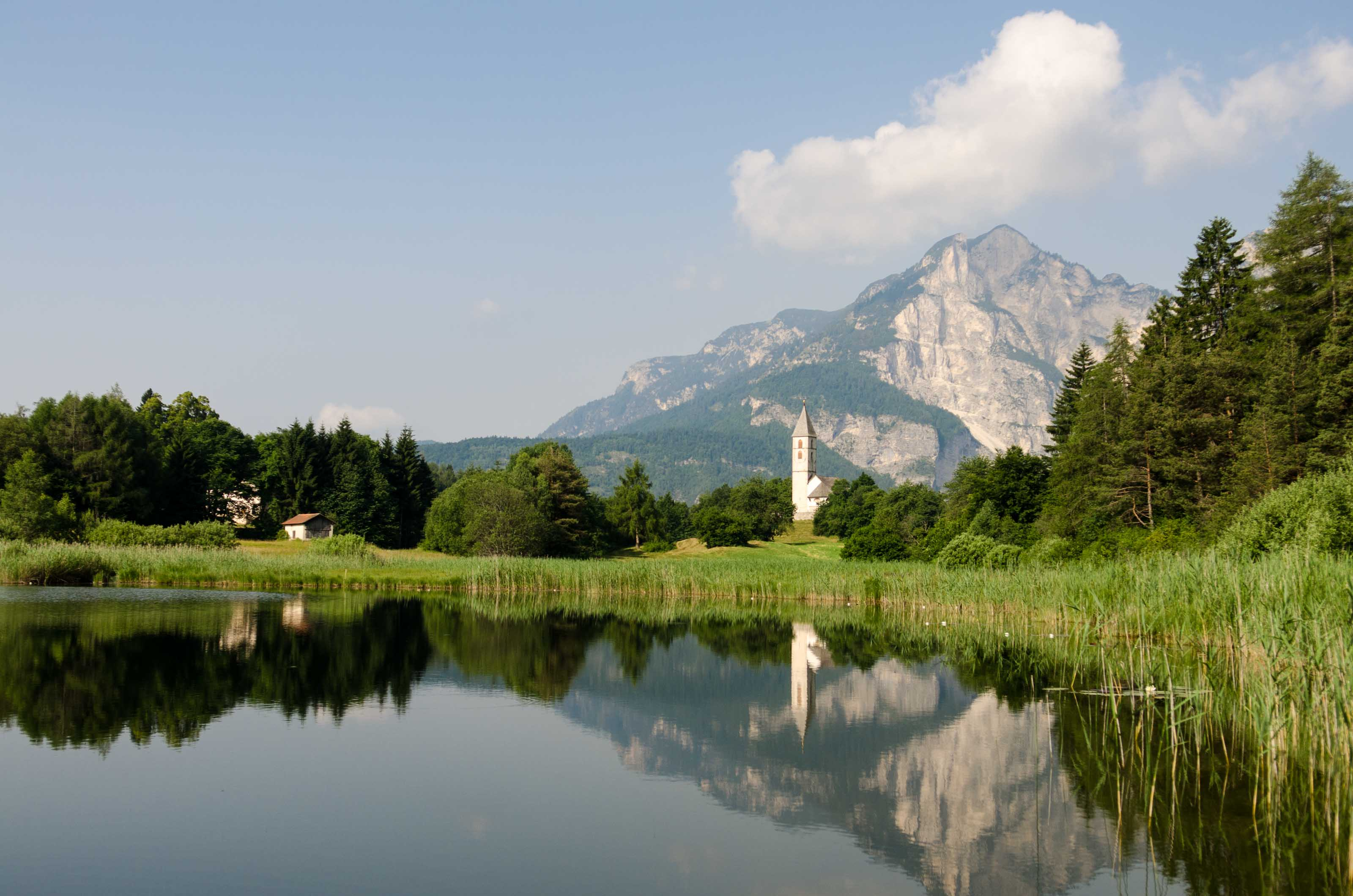
Blick vom Fennberger See zur Wiggerspitze: Der Fennberg ist ein Ausgangspunkt für die Besteigung des Bergs.

Der Gipfel der Wiggerspitze ist über markierte Wanderwege erreichbar. Vom in Südtirol gelegenen Fennberger Plateau, dessen Aussicht die Wiggerspitze beherrscht, und von Roverè della Luna aus erfolgt der kürzeste Zustieg über die Malga Kraun und die Südostflanke. Zwei weitere Steige erreichen das Gipfelkreuz von der südwestlich gelegenen Cima Monticello (1857 m) sowie von Norden her.